# 고무줄

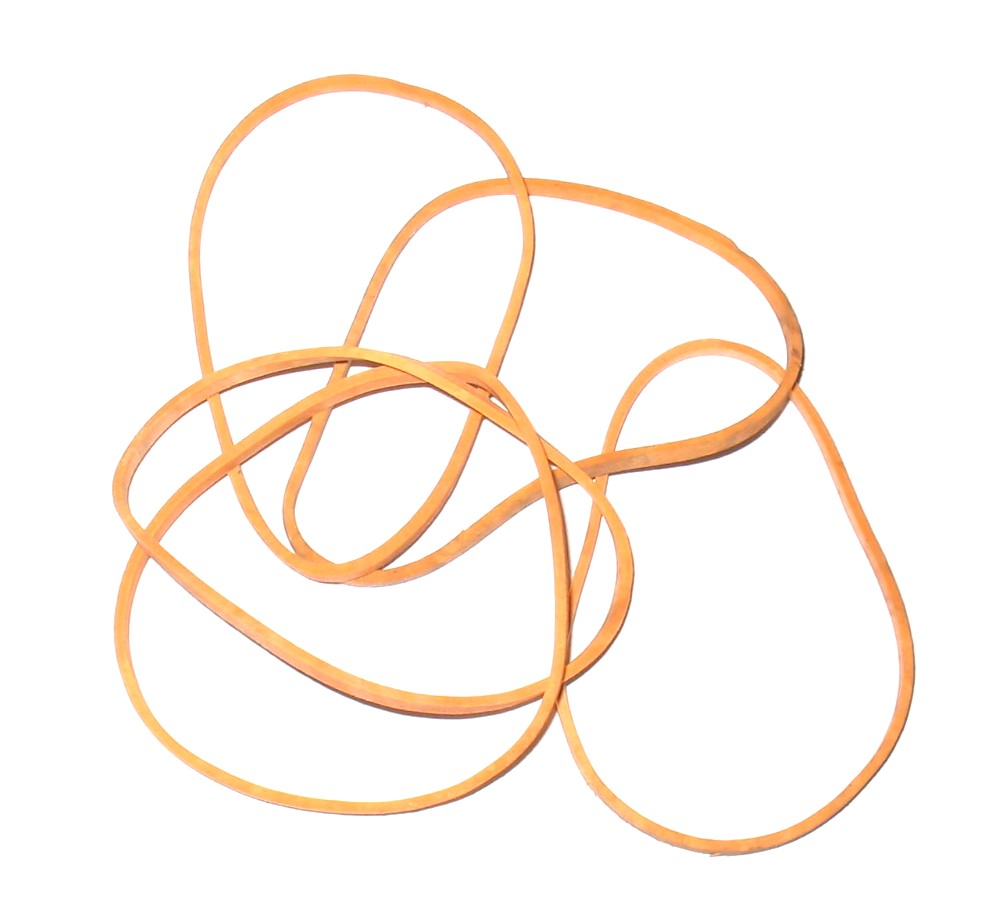
고무줄 다섯 개의 모습.

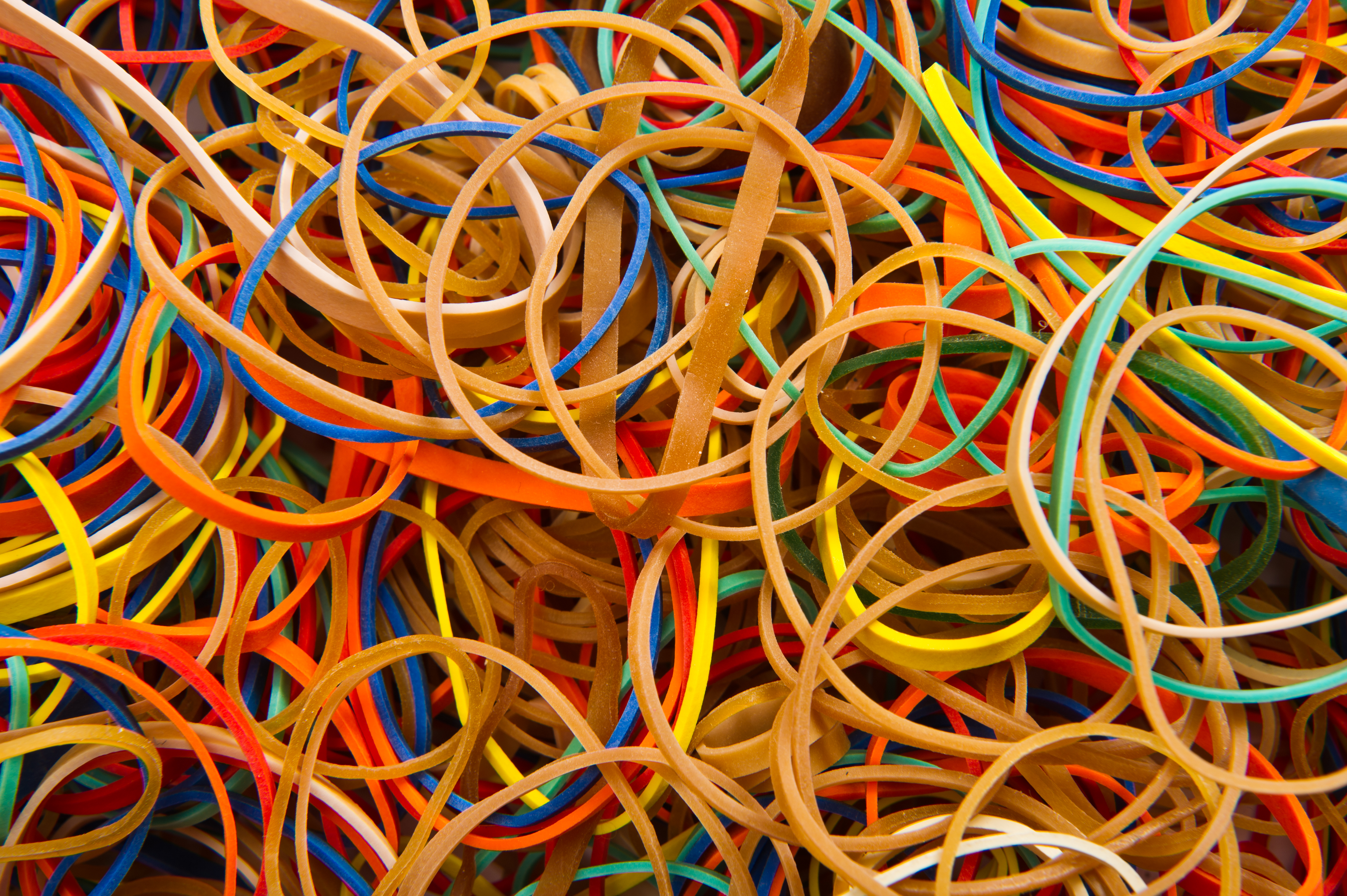
다양한 색과 크기들의 고무줄.

고무줄은 고무와 라텍스를 고리 모양으로 만든 짧은 줄을 말한다. 탄성력이 있고 햇볕에 탄 빛깔, 분홍, 빨강, 노랑, 프르시아 빛깔, 풀빛을 비롯한 여러 가지 빛깔이 나온다. 대한민국에서는 흔히 누르스름한 빛깔을 띤 고무줄을 쉽게 볼 수 있다. 이러한 고무줄들은 여러 물건들을 하나로 묶는 데 쓰인다. 고무줄은 1845년 3월 17일에 오스트레일리아에서 스티픈 페리 밥스테인을 통하여 특허를 받았다. 흔히 문구로 많이 활용된다.

## 용어
대한민국에서는 고무줄을 고무밴드라고도 부른다. 일본에서는 와고무(輪ゴム), 고무와(ゴム輪), 고무반도(ゴムバンド)라고 부른다. 영어권 국가에서는 러버 밴드(rubber band)라고 하지만 지역에 따라 바인더(binder), 일레스틱 밴드(elastic band), 레키 밴드(lackey band), 레기 밴드(laggy band), 라카 밴드(lacka band), 검밴드(gumband)라고도 부른다. 가황고무이기 때문에 씹으면 살짝 쓴 맛이 나며 몸에 좋지 않다.

## 제조
제조 과정은 고무를 기다란 통에 사출 성형시켜(밀어넣어) 일반적인 형태를 만든 뒤 이 통을 굴대에 넣고 고무를 열로 굳힌 다음 통의 너비에 따라 조그마한 밴드로 얇게 베어낸다. 다른 고무 제품들이 합성 고무를 사용하기도 하지만 고무줄은 뛰어난 탄성으로 말미암아 주로 천연 고무를 사용하여 제조된다. 고무줄은 고무나무의 액으로 만든다. 고무줄의 가장 큰 소비자는 미국 우체국이다.

## 고무 줄 크기

### 측정

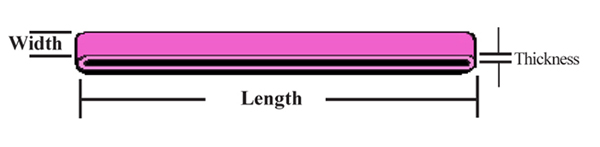
고무줄 측정하기

고무줄에는 세 가지 기본 차원이 있다.: 길이, 너비, 굵기
고무줄의 길이는 원둘레의 반이다. 굵기는 안쪽 원에서 바깥 원까지의 거리이다.

##### 온도 효과
온도는 고무줄의 탄성에 평소와는 다른 영향을 준다. 가열을 하면 고무줄의 탄성력은 늘어난다.

## 같이 보기
- 머리끈
- 고무줄 총